# BR Verkehr

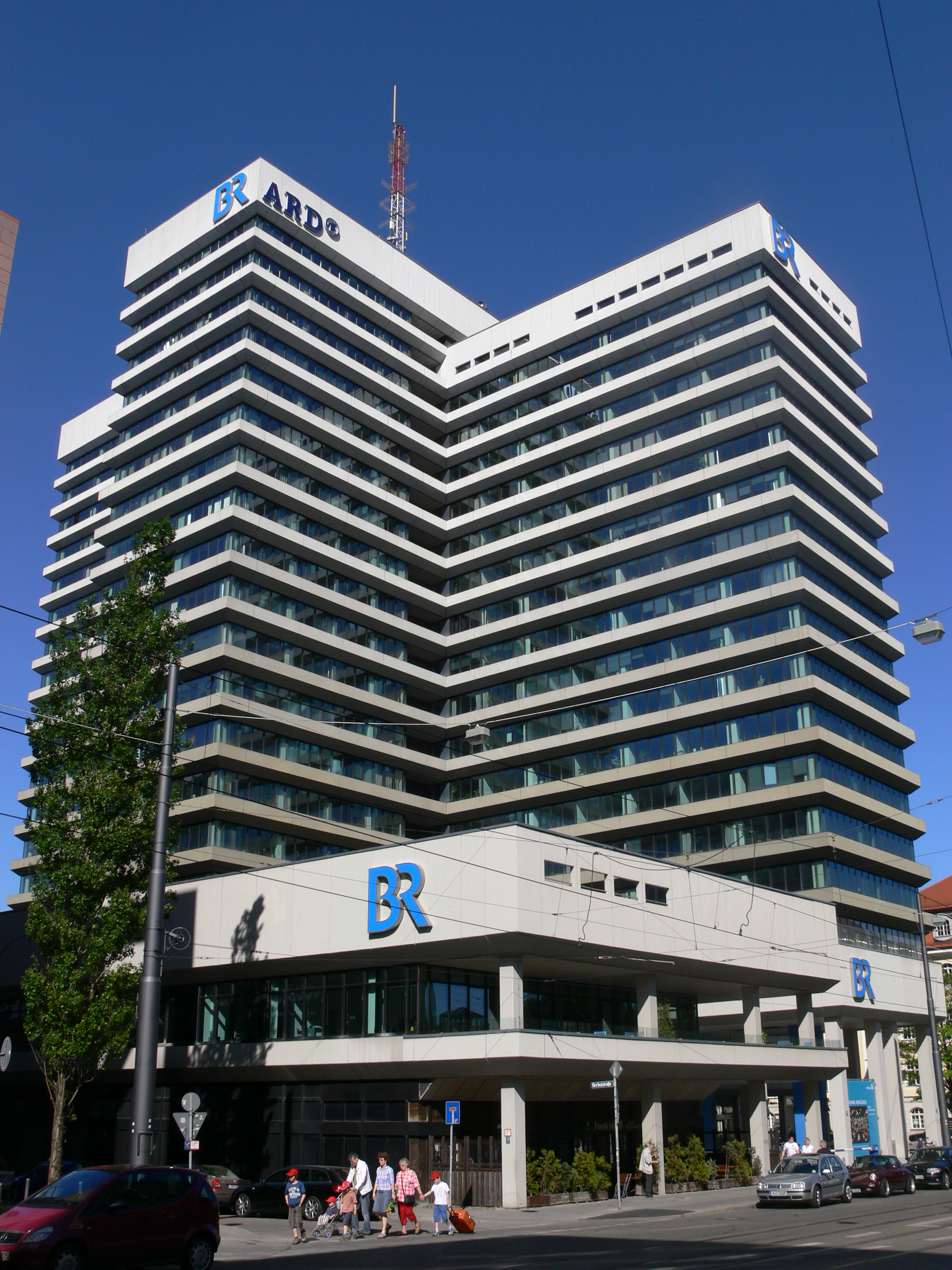
Siedziba BR w Monachium, skąd nadawany jest kanał

BR Verkehr – niemiecki kanał radiowy nadawany przez Bayerischer Rundfunk (BR), bawarskiego publicznego nadawcę radiowo-telewizyjnego. Stacja została uruchomiona w 2005 roku i poświęcona jest w całości informacjom o sytuacji na drogach Bawarii. 
Za produkcję programu odpowiada w całości specjalny system komputerowy, do którego automatycznie trafiają doniesienia drogowe przesyłane przez policję, ADAC i inne instytucje. Następnie tekst komunikatów zamieniany jest przez syntezator mowy, zawierający bazę wszystkich bawarskich nazw geograficznych, na wiadomości mówione, które od razu trafiają na antenę radia. Cała ramówka kanału składa się z tego rodzaju komunikatów, emitowanych w aktualizowanym na bieżąco cyklu ciągłym. 
Kanał dostępny jest w Bawarii w naziemnym przekazie cyfrowym, dodatkowo można go słuchać po wybraniu specjalnego numeru telefonu.